# Gremlin产业
Gremlin产业是1970年代到1980年代早期活跃的街机游戏生产商，坐落于美国圣地亚哥。

## 历史
Gremlin成立于1973年，当时是投币式墙壁游戏生产商。公司第一款墙壁游戏Play Ball较为成功。之后公司涉足电子游戏市场，并于1977年发行了首款街机游戏《Blockade》。
公司1979年和世嘉合并经营，此后Gremlin的新游戏都以“Gremlin/世嘉”或“世嘉/Gremlin”品牌发行。Gremlin部分产品乃最初日本公司的原创作品，比如南梦宫的《Gee Bee》和科乐美的《Frogger》。
Gremlin是1983年美國遊戲業大蕭條的众多受害者之一，在被Bally收购，全部业务从圣地亚哥迁至芝加哥后，于1984年关闭。之后部分Gremlin原创墙壁游戏以不同名称再版。世嘉在PlayStation 2和PlayStation Portable上发行的《Sega Genesis Collection》收录了早期世嘉/Gremlin街机游戏的模拟器版和可玩版。

## 游戏列表
1976
- Blockade（公司首款游戏）

1977
- Safari
- Super Bowl
- Comotion
- Depthcharge
- Hustle

1978
- Gee Bee（南梦宫授权；Gremlin版本将“N-A-M-C-O”字样替换为公司标识的“G”）
- Blasto
- Frogs

1979
- Deep Scan
- Fortress
- Head On
- Head On 2
- Invinco

1980
- Astro Fighter
- Digger
- Monaco GP
- Moon Cresta（日本物产授权）
- Space Firebird（任天堂授权）
- Super Moon Cresta（日本物产授权）
- Carnival

1981
- Astro Blaster
- Eliminator
- Frogger（科乐美授权）
- Pulsar
- Space Fury
- Space Odyssey

1982
- Zaxxon